# James Last
James Last, nome artístico de Hans Last (Bremen, 17 de abril de 1929 - Palm Beach, Flórida, 9 de junho de 2015), foi um compositor, arranjador e regente de orquestra de grande sucesso na Europa e em todo o mundo.
Last aprendeu a tocar piano ainda criança, mas mudou para o baixo elétrico na adolescência. Com 14 anos entrou na Escola de Música Militar em Buckeburgo, da Alemanha. Depois do fim do nazismo foi incorporado na Radio Bremen Dance Orchestra de Hans-Gunther Oesterreich, em 1946. Em 1948, tornou-se líder do The Last-Becker Ensemble, onde atuou por sete anos. Durante este período foi eleito como o melhor baixista de seu país por três anos consecutivos (1950 - 1952). Depois da dissolução do grupo, tornou-se arranjador da Polydor Records, como também de diversas emissoras de rádio europeias. Na década seguinte realizou muitos arranjos para hits de artistas como Helmut Zacharias, Freddy Quinn, Lolita, Alfred Hause e Caterina Valente.
Suas primeiras gravações foram feitas com a Orquesta Orlando, usando seu nome real Hans Last, e posteriormente lançou seu primeiro álbum, Non-Stop Dancing, como James Last, em 1965, uma gravação de diversas canções populares arranjadas em sequência e com um ritmo dançante a alinhavar o conjunto. Foi um sucesso que o ajudou a se tornar um grande astro da música europeia. Nas quatro décadas seguintes, Last realizou mais de 190 álbuns diferentes, incluindo muitos volumes no estilo Non-Stop Dancing. Nestas gravações encontram-se canções de diferentes países e culturas, contando com participações de Richard Clayderman e Astrud Gilberto, por exemplo. Também teve um programa na TV nos anos 70, 'Star Parede', onde recebia convidados como ABBA e Lynsey de Paul.
Embora o sucesso de seus concertos e gravações tenha sido contínuo, especialmente na Inglaterra, onde 52 de seus álbuns se tornaram hits entre 1967 e 1986, o que o coloca atrás apenas de Elvis Presley em termos de número de discos mais populares, só duas de suas canções individuais foram hits - The Seduction, tema do filme American Gigolo (1980), e Biscaya, do álbum de mesmo nome. Sua canção The Lonely Shepherd, escrita por ele e interpretada por Gheorghe Zamfir and The James Last Orchestra, foi incluída na película Kill Bill Vol. 1 (2003), de Quentin Tarantino.
Ele conquistou numerosos troféus e prêmios, dentre eles o Star of the year do Billboard Magazine em 1976, e foi distinguido pela contribuição de sua carreirta como um todo através do troféu alemão Echo, em 1994. Last tem muitos fãs na Europa e em outros lugares. Sua marca-registrada são os arranjos de músicas populares num estilo big-band.
Em sua carreira vendeu mais 100 milhões de álbuns.
Na sua vida pessoal, James Last dividia seu tempo entre a Flórida e a Alemanha.
Passava muito tempo com sua esposa e seu filho, quem também colaboravam em sua música.

## Discografia
| Produções de James Last: (como Hans Last, Orlando e James Last) - Die gab's nur einmal(1963) - Die gab's nur einmal Folge 2 (1964) - Musikalische Liebesträume (1965) - Continental Tango (1965) - Non Stop Dancing '65 (28 Hits Für Ihre Party) (1965) - Hammond A Go Go (1965) - Non Stop Dancing '66 (1965) - Beat In Sweet (1965) - Ännchen von Tharau bittet zum Tanz (1966) - Trumpet A Go Go (1966) - Hammond A Go Go Vol.2 (1966) - Instrumentals Forever (1966) - Classics Up To Date (1966) - Non Stop Dancing '66/II (1966) - Christmas Dancing (1966) - Sax A Go Go (1967) - Non Stop Dancing '67 (1967) - That's Life (1967) - Games That Lovers Play (1967) - Non Stop Dancing '67/2 (1967) - Trumpet A Go Go Vol. 2 (1967) - James Last Presents George Walker (1967) - Piano A Go Go (1968) - Guitar A Go Go(1968) - Humba Humba A Go Go (1968) - Non Stop Dancing '68 (1968) - Freddy Live (1968) (concerto ao vivo com Freddy) - Trumpet A Go Go 3 (1968) - Non Stop Dancing 7 (1968) - Rock Around With Me! (1968) - Käpt’n James bittet zum Tanz (1968) - Sekai Wa Futari No Tameni (1968) (somente no Japão) - Die Dreigroschenoper (1968) (3 LP-box) - Non Stop Dancing 8 (1969) - Hammond a go go 3 (1969) - Op klompen (1969) - Ännchen von Tharau bittet zum Tanz 2 (1969) - Hair (1969) - Non Stop Dancing 9 (1969) - Wenn suess das Mondlicht auf den Huegeln schläft (1969) - Happy Lehar (1969) - Non Stop Evergreens(1969) - Classics Up To Date Vol.2 (1969) - Onders moeders paraplu (1969) - Golden Non Stop Dancing 10 (1970) (jubilee edition) - Around The World (1970) (3 LP-Box) - Beachparty (1970) - America Album (1970) (edição promocional - não editado oficialmente) - With Compliments (1970) - Non Stop Dancing 11 (1970) - Käpt’n James bittet zum Tanz - Vol. 2 (1971) - In Scandinavia (1971) - Happyning (1971) - Non Stop Dancing 12 (1971) - Last of Old England (1971) - Beachparty 2 (1971) - Non Stop Dancing 1972 (1971) (Non Stop Dancing 13) - Polka Party (1971) - In Concert (1971) - Voodoo Party (1971) - Wenn die Elisabeth mit ... James Last (1972) - Non Stop Dancing 1972/2 (1972) - Love Must Be The Reason (1972) | - Beachparty 3 (1972) - Russland zwischen Tag und Nacht (1972) - Polka Party II (1972) - Non Stop Dancing 1973 (1972) - Classics (1973) - Sing mit (1973) - Happy Hammond (1973) - Non Stop Dancing 1973/2 (1973) - Beachparty 4 (1973) - Weihnachten & James Last (1973) - Käpt’n James auf allen Meeren (1973) - Non Stop Dancing 1974 (1973) - Sing mit 2 (1974) - In Wien beim Wein (1974) - James Last Live (1974) (2 LP) - Non Stop Dancing 1974/2 (1974) - Beachparty 5 (1974) - Polka Party 3 (1974) - Violins in Love (1974) - Classics Up to Date 3 (1974) - Sing mit 3 (1975) - Non Stop Dancing 20 (jubilee-edition) (1975) (Nova gravação de Non Stop Dancing '65) - In The Mood For Trumpets (1975) - Well Kept Secret (1975) - Tulpen uit Amsterdam (1975) - Rock Me Gently (1975) (na Inglaterra e Canadá) - Beachparty 6 (1975) - Non Stop Dancing 1976 (1975) - Stars im Zeichen eines guten Sterns (1975) - Sing mit 4 (1976) - Freut Euch des Lebens (1976) - Happy Summer Night (1976) - Non Stop Dancing 1976/2 (1976) - Happy Marching (1976) - Classics Up to Date 4 (1976) - Non Stop Dancing 1977 (1976) - Sing mit 5 (1976) - James Last spielt Robert Stolz (1977) - Non Stop Dancing 1977/2 (1977) - Western Party And Square Dance (1977) - Russland Erinnerungen (1977) - Sing mit 6 – von Hamburg bis Mexico (1977) - Non Stop Dancing 78 – Folge 25 (1978) - Live in London (1978) - World Hits (1978) - Classics Up to Date 5 (1978) - New Non Stop Dancing '79 (1978) - Copacabana – Happy Dancing (1979) - James Last And The Rolling Trinity (1979) - Non Stop Hansi (1979) (para seus 50 anos - não-comercial) - Hereinspaziert zur Polka Party (1979) - Paintings (1979) (só no Japão) - Ein festliches Konzert zur Weihnachtszeit (1979) - The Non Stop Dancing Sound of The 80's (1979) - Sing mit 7 – Die Party für das ganze Jahr (1980) - Romantische Träume (1980) - Seduction (1980) - Caribbean Nights (1980) - Non Stop Dancing '81 (1980) - Rosen aus dem Süden (1980) - Die schönsten Melodien der letzten 100 Jahre (1980) - Sing mit 8 … und ab geht die Feuerwehr! (1981) - Ännchen von Tharau bittet zum Träumen (1981) - Tango (1981) - Hansimania (1981) - Non Stop Dancing ’82 – Hits Around The World (1982) - Sing mit 9 – Lass’ die Puppen tanzen (1982) - Jahrhundertmelodien (1982) - Biscaya (1982) - Nimm mich mit Käpt’n James auf die Reise (1982) - Paradiesvogel (1982) - Sing mit 10 – Wir wollen Spass! (1982) - Non Stop Dancing '83 – Party Power (1983) | - Erinnerungen (1983) - James Last spielt die grössten Songs von The Beatles (1983) - The Rose of Tralee (1983) - Superlast (1983) - Classics Up to Date Vol.6 (1984) - James Last im Allgäu (In The Alps) (1984) - Paradiso (1984) - James Last At St. Patrick's Cathedral, Dublin (1984) - James Last in Scotland (1984) - Non Stop Dancing '85 (1984) - Grenzenloses Himmelblau (1985) - Für alle! (Leave the best to Last) (1985) - Viva Vivaldi (1985) - Swing mit (1985) - Deutsche Vita (1986) - In Ireland (1986) - Plus (James Last & Astrud Gilberto) (1986) - Traumschiff-Melodien (1986) - Alles hat ein Ende nur die Wurst hat zwei (1987) - James Last in Holland (1987) - James Last spielt Bach (1987) - The Berlin-Concert ’87 (1987) - Lorentz & Soehne (1988) - Flute Fiesta (James Last & Berdien Stenberg) (1988) - Dance, Dance, Dance (1988) - James Last spielt Mozart (1988) - Happy Heart (1989) - Wir spielen wieder Polka (1989) - Lieder (James Last & René Kollo) (1989) - Classics By Moonlight (1990) - James Last in Holland 2 (1990) - Traummelodien (James Last & Richard Clayderman) (1990) - Pop Symphonies (1991) - Serenaden (James Last & Richard Clayderman) (1991) - Viva España (1992) - James Last in Holland 3 (1992) - Frieden (Peace) (1992) - James Last spielt Andrew Lloyd Webber (1993) - My Favourites, Christmas Eve (James Last & Engelbert) (1994) - Dein ist mein ganzes Herz (James Last & Milva) (1994) - In Harmony (James Last & Richard Clayderman) (1995) - Beach Party ’95 (1995) - My Soul – Best of Motown (1995) - Classics From Russia (1996) - Macarena (1996) - Pop Symphonies 2 (1997) - Country Roads (1998) - The Best of Live on Tour (1998) - James Last & Friends (1998) - Happy Birthday (1999) - Concerts (1999) - Gentleman of Music (2000) - Ocean Drive (2001) - James Last Plays ABBA (2001) - A World of Music (2002) - New Party Classics (2002) - Elements Of James Last Vol.1 (2004) - They Call Me Hansi (2004) - Die schönsten TV - und Filmmelodien (2006) - James Last Live in Europe 2004 (2006) GK - Warum Maenner nicht zuhoeren und Frauen schlecht einparken (Soundtrack) (2007) GK - James Last In Los Angeles (Well Kept Secret 1975) (2008) GK - James Last - Live At The Royal Albert Hall (Released as 1 CD-edition and 2 CD-edition) (2008) GK |